# Illinois State Route 82
Die Illinois State Route 82 (kurz IL 82) ist eine ländliche State Route (Staatsstraße) im US-Bundesstaat Illinois, die in Nord-Süd-Richtung verläuft. Die IL 82 verläuft von der Illinois State Route 92 in Joslin im Norden bis zur Illinois State Route 17 in der Nähe von Nekoma im Süden. Insgesamt ist sie 46,41 km (28,84 Meilen) lang.

## Verlauf
Die IL 82 ist über die gesamte Länge eine ungeteilte, zweispurige Landstraße. Auf seiner Route überquert er den Edwards River, die Interstate 80 (I-80), die U.S. Route 6 (US 6), den Hennepin Canal und den Green River. Es überschneidet sich auch mit der Illinois Route 81 in Cambridge.
| Standort                                                    | km    | mi    | Richtungsziel                    | Anmerkungen                            |
| ----------------------------------------------------------- | ----- | ----- | -------------------------------- | -------------------------------------- |
|                                                             | 0.0   | 0.0   | IL 92 – Moline, Mendota          |                                        |
| Geneseo                                                     | 12.41 | 7.74  | US 6 Westen – Moline             | Beginn/Ende der Parallelität mit US 6  |
| Geneseo                                                     | 13.91 | 8.74  | US 6 Osten – Princeton           | Beginn/Ende der Parallelität mit US 6  |
| Geneseo                                                     | 15.01 | 9.44  | I-80 Moline, Rock Island, Joliet | Ausfahrt 19 (I-80)                     |
|                                                             | 29.81 | 18.54 | IL 81 Ost – Kewanee              | Beginn/Ende der Parallelität mit IL 81 |
| Cambridge                                                   | 31.41 | 19.54 | IL 81 West – Andover             | Beginn/Ende der Parallelität mit IL 81 |
|                                                             | 46.41 | 28.84 | IL 17 – Galva, Alpha             |                                        |
| 1.000 km = 0.621 mi; 1.000 mi = 1.609 km Paralleler Verlauf |       |       |                                  |                                        |